# Бори (округ Левіце)
Бори (словац. Bory) — село, громада округу Левіце, Нітранський край. Кадастрова площа громади — 8.81 км².
Населення 314 осіб (станом на 31 грудня 2018 року).

## Історія
Бори згадуються 1135 року.

## Населення
| Рік:            | 1994. | 2004.   | 2014.   | 2024.   |
| --------------- | ----- | ------- | ------- | ------- |
| Кількість осіб: | 326   | 324     | 316     | 307     |
| Різниця:        |       | -0,61 % | -2,46 % | -2,84 % |

| Рік:            | 2023. | 2024.   |
| --------------- | ----- | ------- |
| Кількість осіб: | 315   | 307     |
| Різниця:        |       | -2,53 % |